# 葛簇特撞擊坑

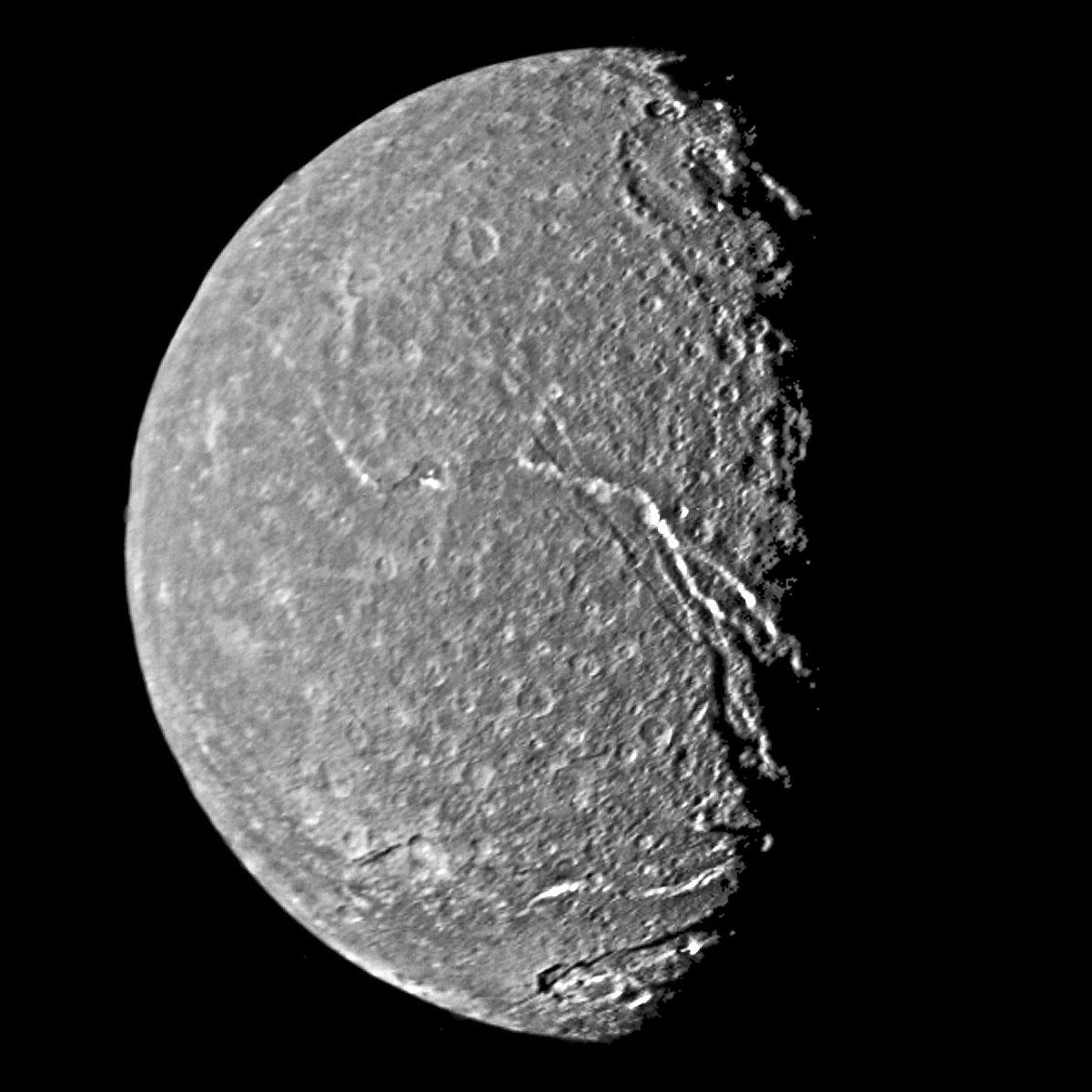
在這幅航海家2號拍攝的照片中，葛簇特撞擊坑是接近頂部的大撞擊坑。

葛簇特撞擊坑（Gertrude）是天王星衛星天衛三已知最大的撞擊坑。其直徑約326公里，位於15.8 °S, 287.1 °E，相當於天衛三直徑的1/5。以威廉·莎士比亚劇本哈姆雷特主角哈姆雷特的母親命名。天衛三的所有地理特徵都以莎士比亞劇本中的女性角色命名。

## 地質

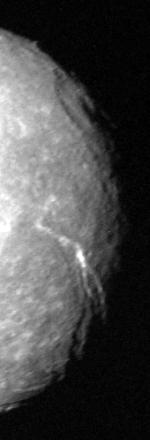
葛簇特撞擊坑和墨西拿峽谷。

葛簇特撞擊坑的外環比坑底高約2公里。該撞擊坑的中心是一個巨大的穹丘，是在撞擊後表面因為立即性的抬升形成。該穹丘的直徑大約是150公里，高2到 3公里。外環和穹丘的高度在這樣直徑的撞擊坑中並不算高，這代表該撞擊坑在撞擊後曾經因為鬆弛而放大。穹丘的表面只有數個小撞擊坑，代表該穹丘形成較晚。

## 外部連結
- Gertrude peeks over the terminator at the Planetary Society